# كونسويلو بيلاثكيث
كونسويلو بيلاثكيث توريس (21 أغسطس 1916-22 يناير 2005)(بالإسبانية: Consuelo Velázquez Torres)‏، مُلحنة وعازفة بيانو مكسيكية. وُلدت في مدينة ثابوتلان الجرندي والمعروفة بالاسم سيوداد جوزمان التابعة لولاية خاليسكو في المكسيك.
قدمت عشرات الأعمال المميزة، وحصلت على الجائزة الوطنية في العلوم والآداب بالمكسيك، كانت مؤلفة الأغاني الشعبية المكسيكية الشهيرة مثل "Kiss Me Much" و "Love and Live" و "Cachito".

## روابط خارجية
- كونسويلو بيلاثكيث على موقع IMDb (الإنجليزية)
- كونسويلو بيلاثكيث على موقع ميوزك برينز (الإنجليزية)
- كونسويلو بيلاثكيث على موقع قاعدة بيانات برودواي على الإنترنت (الإنجليزية)
- كونسويلو بيلاثكيث على موقع أول ميوزيك (الإنجليزية)
- كونسويلو بيلاثكيث على موقع ديسكوغز (الإنجليزية)
- كونسويلو بيلاثكيث على موقع قاعدة بيانات الفيلم (الإنجليزية)